# Breganze
Breganze település Olaszországban, Veneto régióban, Vicenza megyében. Lakosainak száma 8352 fő (2023. január 1.). Breganze Fara Vicentino, Montecchio Precalcino, Sandrigo, Sarcedo, Schiavon és Colceresa községekkel határos.

## Népesség
A település népességének változása:
| Lakosok száma | 8661 | 8586 | 8352 |
|               | 2017 | 2018 | 2023 |

## Nevezetes személyek
- itt született Cesare Poli (1945–2024) olasz bajnok labdarúgó